# John Lundvik
John Hassim Lundvik (London, 1983. január 27. –) brit–svéd énekes, dalszerző és volt rövidtávfutó. Ő képviselte az Svédországot a 2019-es Eurovíziós Dalfesztiválon Tel-Avivban a Too Late for Love (magyarul: Túl késő a szerelemhez) című dalával.

## Előélet
Lundvik Londonban született, ahol egy hetes korában fogadta örökbe egy svéd család. Hat éves koráig Anglia fővárosában élt, majd családjával együtt Växjőbe költözött. Vér szerinti szüleivel sosem találkozott.

## Pályafutása

### Sportpályafutása
2005-ben az IFK Växjö 4 × 100 méteres rövidtávú futás váltójának csapatának tagja volt. A csapat harmadik helyet ért el a 2005-ös svéd bajnokságon.

#### Legjobb eredményei
- 60 méteren: 6,99 (Växjö, 2002. február 3.)[6]
- 100 méteren: 10,84 (Karlskrona, 2006. június 12.)
- 200 méteren: 22,42 (Vellinge, 2003. augusztus 17.)

### Zenei pályafutása

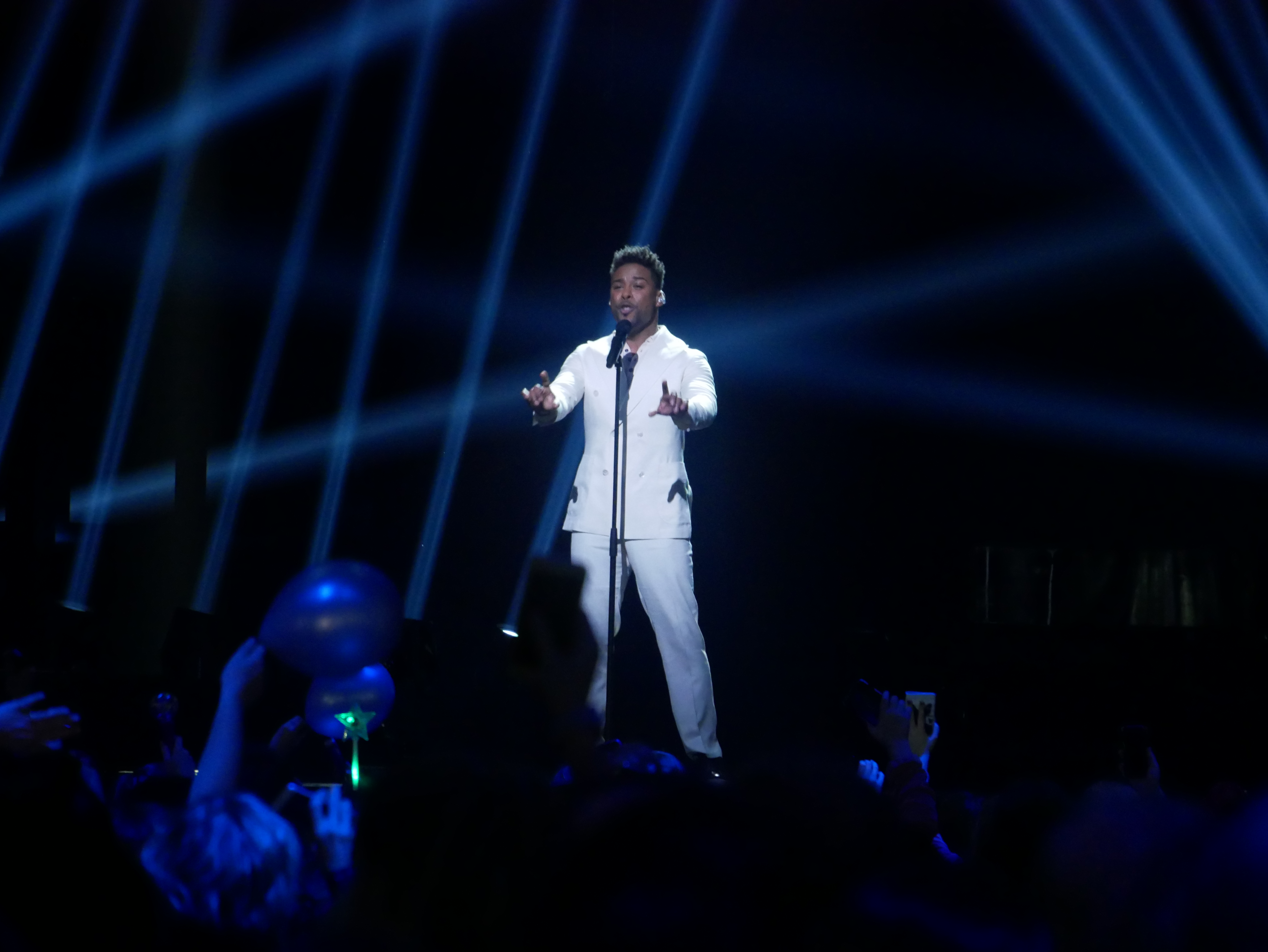
John Lundvik a 2018-as Melodifestivalen döntőjében.

John 2010-ben kezdte zenei pályafutását, amikor a When You Tell the World You're Mine című dal társszerzőjeként vett részt Viktória svéd királyi hercegnő és Daniel Westling esküvőjén. Írt már dalt a finn Isac Elliotnak és a svéd Sanna Nielsennek is. Televíziós műsoroknak is szerzett már zenét, például az Instant dohánynak és az Empire-nek.
2016-ban az Allsång på Skansen adásában tűnt fel, melyben Lill Lindfors-sal duettezett. Rá egy évre, 2018-ban My Turn című dalával részt vett a svéd Melodifestivalenen, ahol a döntőben a harmadik helyen végzett. 2018. november 27-én az SVT bejelentette, hogy ismét bekerült a Melodifestivalen huszonnyolc fős mezőnyébe. Ezúttal ismét bejutott a döntőbe Too Late for Love című dalával, amely a nemzetközi zsűri és a nézők pontjai alapján megnyerte a versenyt, így ő képviselhette Svédországot az Eurovíziós Dalfesztiválon, amelyen a brit Michael Rice Bigger than Us című dalának társszerzőjeként is jelen volt. Előadóként Svédország színeiben az ötödik helyen végzett.
2021-ben Änglavakt című dalával vesz részt a Melodifestivalenen, ahol ismét a döntőig jutott.
2024. november 26-án jelentette be az SVT, hogy az énekes ismét bejutott a versenydalával a Melodifestivalen következő évi mezőnyébe. A Voice of the Silent című dalt először a február 1-jén rendezendő első elődöntőben adta elő Luleåban, ahonnan az első helyen továbbjutott a március 8-i döntőbe. Itt 74 pontot sikerült összegyűjtenie (49-et a nemzetközi zsűriktől és 25-öt a nézőktől kapott), mellyel összesítésben a hatodik helyen végzett.

## Diszkográfia

### Kislemezek
- Friday Saturday Sunday (2015)
- Love Your Body (2016)
- All About the Games (2016)
- With You (2017)
- My Turn (2018)
- Too Late for Love (2019)
- Änglavakt (2021)
- Voice of the Silent (2025)